# Семибанкиршчина

Семибанкиршчина (рус. семибанкирщина), или владавина седам банкара, је представљала групу седам руских олигарха која је имала важну улогу у политичком и привредном животу Русије у периоду од 1996. до 2000. године. Без обзира на унутрашње сукобе, група је радила заједно на реизбору председника Бориса Јељцина на изборима 1996. године, а затим, иза сцене, успешно манипулисала њиме и његовим политичким окружењем.
Седам пословних људи је идентификовао олигарх Борис Березовски у интервјуу који је дао у октобру 1996. године, а појам „семибанкиршчина” су затим сковали новинари у новембру 1996. године као подсећање на Седам бојара (рус. семибоярщина) који су збацили цара Василија IV Шујског 1610. године.

## Седам банкара
Особе наведене као седам банкара су узете из изворног интервјуа Бориса Березовског у Фајненшел тајмсу.
Међу њима су:
1. Борис Березовски – Уједињена банка, Сибњефт, ОРТ
2. Михаил Ходорковски – Менатеп, ЈУКОС
3. Михаил Фридман – Алфа Група
4. Петар Авен – Алфа Група
5. Владимир Гусински – Мост група, НТВ
6. Владимир Потањин – Онексим банка
7. Александар Смоленски – Митрополит банка